# Terry Waite

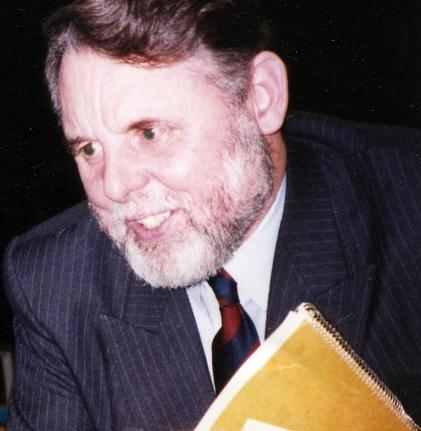
Terry Waite in 1992

Terence Hardy (Terry) Waite (Bollington, Cheshire, 31 mei 1939)  is een Brits voormalig gezant in dienst van de Anglicaanse Kerk en auteur.

## Biografie
Zijn jeugd bracht Waite door in Styall (bij Bollington) als zoon van Thomas William Waite, een lokale politieagent. Hij kwam in dienst van de Anglicaanse Kerk en werd adviseur van de eerste Afrikaanse aartsbisschop in Oeganda. Later werd hij gezant van Robert Runcie, de aartsbisschop van Canterbury,  en onderhandelde over de gijzelaars in Teheran en Libanon. 
Op 16 mei 1964 trad hij in het huwelijk met Frances Waters, ze kregen vier kinderen. Waite woont bij Bury St Edmunds, Suffolk.
In de nacht van 20 op 21 januari 1987 werd hij in Beiroet gegijzeld en 1763 dagen in gevangenschap gehouden. Bijna vier jaren zat hij in een isoleercel. De laatste maanden kreeg hij gezelschap van Terry Anderson en Tom Sutherland, die al eerder dan Waite gegijzeld werden. Waite had toen al contact met hen. Tijdens een poging hen weer te bezoeken, werd hij zelf ontvoerd. 
In 1991, vier jaar later, zaten zij samen gevangen en bedachten de titel van het boek, dat Waite zou schrijven indien hij vrijgelaten werd: Taken on Trust. Hij werd in november 1991 vrijgelaten. 

## Werk
Tijdens zijn gevangenschap had Waite papier noch pen, maar in zijn verbeelding reisde hij terug naar zijn jeugd, en de periode kort voor zijn gevangenneming. Hij vroeg zich daarbij af hoe het zover had kunnen komen, en wat hiertoe geleid had.  Na zijn vrijlating schreef hij zijn boek, geheel met de hand, in de Trinity Hall in Cambridge. 
Daarnaast schreef Waite o.a. Footfalls In Memory en Travels with a Primate (over zijn reizen met de aartsbisschop van Canterbury). In 1987 schreef Trevor Barnes  Terry Waite: Man with a Mission. Zijn belangrijkste boodschap was: "Your spirit can never be chained".

## Onderscheidingen
- Lid in de Orde van het Britse Rijk in 1982
- Commandeur in de Orde van het Britse Rijk in 1992
- Eredoctoraten van de volgende universiteiten:  City of London (1986), Kent in Canterbury (1986), Liverpool (1986), Durham (1992), Sussex (1992) en Yale (1992).

1992: Four Freedoms Award voor godsdienstvrijheid